# Tropicale Thaitii Granda Banda
Tropicale Thaitii Granda Banda (skrót TTGB, czasami pisane jako Tropicale Thaiti Granda Banda) – humorystyczny zespół muzyczny wywodzący się z Krakowa, działający w latach 1969–1980.

## Historia
Grupa powstała w roku 1969 w murach krakowskiej PWSM, pod kierownictwem kompozytora i aranżera Zbigniewa Raja. Początkowo formacja nosiła nazwę Duetto Tropicale Longrono Thaitii Tercetto Picolisimo Granda Banda. Po kilku koncertach okazało się, że zbyt długa nazwa nie mieści się na plakatach i skrócono ją do Tropicale Thaitii Granda Banda. W 1976 nazwę ograniczono do Granda Banda.
W 1970 w plebiscycie tygodnika „Panorama” uznano zespół za objawienie roku, a występ na Festiwalu Piosenki Polskiej w Opolu okrzyknięto wybitnym osiągnięciem w dziedzinie piosenki niekonwencjonalnej. Miarą popularności zespołu było wykonanie ponad 3 tysięcy koncertów w Polsce, USA, Kanadzie, Czechosłowacji, NRD oraz coroczny udział w Festiwalu w Opolu, jak i festiwalu Old Jazz Meeting – Złota Tarka w Warszawie, na Festiwalu Wokalistów Jazzowych w Lublinie, czy na Targach Estradowych w Łodzi. Grupa wielokrotnie występowała w telewizyjnych programach rozrywkowych. Dokonała również wielu nagrań swych piosenek na użytek Polskiego Radia.
W 1980 zespół definitywnie się rozwiązał, a Zbigniew Raj zasilił grono twórców Piwnicy pod Baranami.

## Repertuar
W repertuarze zespołu znalazło się wiele tekstów Zbigniewa Raja, który skomponował oraz zaaranżował niemal wszystkie utwory, wykonywane przez TTGB. Wykorzystywano także teksty m.in. Brunona Miecugowa, Ludwika Jerzego Kerna, Marka Pacuły, a czasem sięgano do źródeł niekonwencjonalnych, jak np. Śpiewnik dla rzemieślników z 1907 r. W programie zespołu oprócz niestereotypowych piosenek pojawiała się groteska, żart muzyczny, pastisz oraz duża dawka absurdalnego humoru. Pewną część repertuaru stanowiły parodie i żarty, które nie były wydawane na płytach. Nagrywano jedynie utwory własne – zgodnie z polityką repertuarową Polskich Nagrań. Wyjątkiem była „Radość o poranku” Jonasza Kofty, która nagrana została w związku z koncertem towarzyszącym festiwalowi Opole'77 pt. „Nastroje nas troje”.

## Skład
Pierwszy skład: 
- Zbigniew Raj (kierownik zespołu, kompozytor, aranżer) – puzon, tuba, wokal, syntezatory
- Józef Romek – wokal
- Marek Marecki – wokal, saksofon tenorowy
- Jerzy Dura – skrzypce, gitara basowa
- Janusz Nowotarski – saksofon altowy, klarnet
- Stanisław Orlita – banjo, gitara
- Janusz Wojsław – fortepian
- Zbigniew Potoczek – perkusja

Narastające problemy życia na walizkach zmusiły w 1977 wielu członków do opuszczenia zespołu. Ze starego składu pozostał Zbigniew Raj, Jerzy Dura, Zbigniew Potoczek, a doszli Marek Grausberg, Adam Kapera, Marian Śmiłek, Paweł Bielecki, Krzysztof Szachnowski i Bogumił Dijuk. 
W występach wraz z Grandą Bandą brali udział m.in. Zenon Laskowik, Bohdan Smoleń, Tadeusz Drozda, Maciej Pietrzyk, Ryszard Dreger. Przez długi czas w koncertach zespołowi towarzyszył śpiewający kabaretowe piosenki Andrzej Piasecki, a także Jolanta Borusiewicz, Andrzej Zaucha, Andrzej Sikorowski, Wojciech Belon, Zisiz Mocios.
Z zespołem było związanych kolejno troje impresariów: Maja Samulewicz, Karol Reinhard i Ryszard Gebler oraz pracownicy techniczni Jerzy Guzgan, Aleksander Paciorek, Wiesław Orlita, Wiesław Irlik, Stanisław Kędryna, Marek Sadowski.

## Wybrana dyskografia

### Albumy
- 1970 EP Tropicale Thaiti Granda Banda[4]

Strona A
1. Na chorobowem
2. Nie igraj seniorito

Strona B
1. Szal czarny krwią zbryzgany
2. Zapomnij o mnie tyranie

- 1973 LP Koty za płoty[5]

Strona A
1. Robotna Frania
2. Ballada Łazienkowa
3. Hallo Czy Ci Ze Mną
4. Na Chorobowem
5. Marzenia Szalonego Elektroakustyka

Strona B
1. Wieczór W Altanie
2. Raz Na Spacerze
3. Superprotestsong: Nie Chcemy
4. Małe Oratorium Piosenkologiczne
5. Koty Za Płoty

Bonusy na kompaktowej reedycji longplaya, wydanej w 2003 roku w serii Niepokonani
1. Rzecz o truciu
2. Jesteś dziś zbyt chłodna
3. Płynie muzyka z ust grzechotnika Zdzicha
4. Szal czarny krwią zbryzgany
5. Koniec krawiectwa
6. Nie igraj seniorito
7. Radość o poranku

- 1974 LP Opole ’74 – Premiery (różni wykonawcy, m.in. Tropicale Thaitii Granda Banda – Koniec krawiectwa)